# Quadrillion
Das Wort Quadrillion ist das Zahlwort für die vierte Potenz von einer Million, daher die Vorsilbe „quad“. Es ist also die Zahl {\displaystyle 1.000.000^{4}=10^{6\cdot 4}=10^{24}=1.000.000.000.000.000.000.000.000}. Eine verbreitete Abkürzung ist nicht vorhanden. Im Gegensatz zu den kleingeschriebenen Zahlwörtern wie hundert und tausend ist Quadrillion ein Substantiv und wird großgeschrieben.

## Englische Quadrillion
Die Bedeutung des Zahlwortes „Quadrillion“ ist je nach Sprache unterschiedlich. Im Deutschen und Französischen steht es für 1024. Im US-Englischen steht „quadrillion“ für 1015, was im Deutschen Billiarde heißt. Die Quadrillion heißt auf Englisch „septillion“. Im Britischen Englischen wird „quadrillion“ aufgrund des Einflusses der USA sowohl für 1015 als auch traditionell für 1024 gebraucht. 

## Mathematisches

### Teiler
Die Faktorisierung der Quadrillion in die beiden Teiler der 10 ist {\displaystyle 2^{24}\cdot 5^{24}}. Daraus ergeben sich {\displaystyle (24+1)\cdot (24+1)=625} Möglichkeiten, eine Zweierpotenz ({\displaystyle 2^{0}} bis {\displaystyle 2^{24}}) mit einer Potenz von fünf ({\displaystyle 5^{0}} bis {\displaystyle 5^{24}}) zu multiplizieren. Die Zahl 1.000.000.000.000.000.000.000.000 hat damit genau 625 Teiler.

## Vorsätze für Maßeinheiten

### SI-Präfix
Bezieht man sich auf Maßeinheiten, dann bezeichnet man das Quadrillionfache der Maßeinheit mit dem Präfix Yotta (abgekürzt: Y), wohingegen der quadrillionste Teil (10−24) mit Yokto (abgekürzt: y) bezeichnet wird. Beispielsweise ist ein Yoktometer (ym) ein quadrillionstel Meter (10−24 m).

### Binärpräfix
Auch beim Bezug auf die Maßeinheit Byte in der Informatik wird heute die Bezeichnung Yottabyte (abgekürzt: YB) im Sinne von genau einer Quadrillion Byte verstanden. Das sind 1024 Byte und nicht 280 = 10248 = 1.208.925.819.614.629.174.706.176 Byte, was eine Quadrillion Byte um ca. 20,89 % überschreitet. Zur Benennung von 280 Byte wird heute die Bezeichnung Yobibyte (YiB) nahegelegt; yobi (Yi) ist ein Binärpräfix, während Yotta (Y) ein Dezimalpräfix ist.